# 1851 год в театре
1851 год в театре

## Постановки
- 11 марта — премьера оперы Джузеппе Верди «Риголетто», театр «Ла Фениче», Венеция (Риголетто — Феличе Варези, Джильда — Тереза Брамбилла[англ.], Герцог— Рафаэле Мирате[англ.])
- 24 августа — премьера пьесы Оноре де Бальзака «Делец[фр.]» (театр «Жимназ», в переделке Деннери). Постановка имела большой успех.
- «Свадьба Викторины» Жорж Санд в Театре «Жимназ».
- Премьера пьесы П. Ж. Барбье и Карре «Сказки Гофмана» («Одеон», Париж), послужившей основой либретто одноимённой оперетты Ж. Оффенбаха — 1881, «Гранд-Опера»).
- Премьера комедии-сказки «Бузинная матушка» Ханса Кристиана Андерсена в копенгагенском театре «Казино».
- Премьера комедии Эжена Лабиша и Марк-Мишеля «Соломенная шляпка» (Театр «Монтансье», Париж).
- Премьера «Дамской войны» Э. Легуве («Комеди Франсэз»).
- Премьера «Изабелла Орсини» Леопольде Маренко (труппа Дзоппетти, Турин).
- Премьеры «Прихоти Марианны» (в «Комеди Франсэз») и комедии «Беттина» А. де Мюссе.
- Инсценировка «Последний из Абенсерагов» Ф. Р. Шатобриана («Комеди Франсез»).
- «Добрый вечер, господин Панталон» Альбера Гризара («Опера комик»).

### В России
- 18 января — премьера на профессиональной русской сцене комедии Мольера «Жорж Данден, или Одураченный муж» (Малый театр; бенефис М. С. Щепкина, пер. Барсова; Жорж Данден — Щепкин, Анжелика — Рыкалова, г-н де Сотанвиль — Немчинов, г-жа де Сотанвиль — Львова-Синецкая, Клитандр — Черкасов, Клодина — Соболева 1-я).
- Первое и единственное представление комедии (пародии на водевили) Козьмы Пруткова «Фантазия» (Александринский театр). Спектакль был запрещён Николаем I.
- Премьера водевиля Ф. А. Кони «Беда от сердца и горе от ума» в Александринском театре.
- Премьера «Где тонко, там и рвётся» И. С. Тургенева в Александринском театре. Пьеса была поставлена с цензурными купюрами, успеха не имела и была снята после трёх представлений.
- «Провинциалка» И. С. Тургенев в Малом театре Малый т-р (бенефис М. С. Щепкина, игравшего роль Ступендьева) и в Александрийском театре (Ступендьев — Мартынов).
- Первое исполнение в Малом театре трагедии У. Шекспира «Король Лир». В роли Лира — П. М. Садовский.
- Третья редакция постановки «Отелло» в Малом театре.
- Премьера комедии «Повесть о Мусье Жордане — учёном-ботанике и дервише Масталишахе, знаменитом колдуне» Мирзы Фатали Ахундова в Петербурге.

### Музыкальный театр
- 11 марта — В венецианском театре «Фениче» состоялось первое исполнение оперы Джузеппе Верди «Риголетто».
- «Сафо» Ш. Гуно (т-р «Гранд-Опера»)

## Знаменательные события
- гастроли в Тифлисе итальянской оперной труппы Ф. Барбьери. В Тифлисе открыт театр оперы и балета — ныне Грузинский театр оперы и балета им. З. П. Палиашвили. Построено театральное здание (на 800 мест) по проекту архитектора Скудиери.
- Ч. Дарвин создал любительский театр, ставивший современную драматургию.
- гастроли балерины Н. К. Богданова во Франции
- Мюнхенский придворный театр возглавил Франц фон Дингельштедт.
- Открытие в Иркутске первого профессионального театра.
- В Самаре образовалась первая профессиональная труппа (антреприза Е. Стрелкова; в доме купца Лебедева).
- Чешский актёр Ян Кашка выслан из Праги австрийской полицией.
- У. Ч. Макриди в сцене Друри-Лейн исполнил роль Макбета (впервые играл эту роль в 1819 году).
- В Париже открыт «Театр лирик» (Театр лирической оперы).

## Родились
- английский шекспировед Эндрю Сесил Брэдли.
- итальянский актёр Э. Новелли.
- русский актёр и антрепренёр Г. С. Галицкий.
- русская актриса Елизавета Ивановна Левкеева (Левкеева 2-я).
- 17 января — итальянский актёр Флавио Андо.
- 24 февраля — Анна Морган, известный американский преподаватель драматического искусства (ум. 1936?).
- 13 августа — чешский писатель и драматург Алоис Ирасек.
- 22 августа — американский антрепренёр Дениэл Ф. Фроман.
- 4 сентября — хорватский актёр и режиссёр Андрия Фиян.
- 20 сентября — английский драматург Генри Артур Джонс.
- 30 сентября — итальянский писатель и драматург Джероламо Роветта.
- 18 ноября — французский писатель и драматург Анри Сеар.
- 23 ноября — венгерский историк театра Йожеф Байер.

## Скончались
- 11 октября — испанский актёр Карлос Латорре.
- 23 октября — мексиканский драматург Мануэль Эдуарде Горостиса.
- 7 (19) октября 1851 — украинский актёр Карпо Соленик
- Джованни Давид, итальянский певец, директор Итальянской оперы в Санкт-Петербурге.

## Драматургия и театральная литература
- комедия А. Н. Островского «Бедная невеста».
- комедия Е. И. Воронова «Молодцы-казаки».
- драма голландского драматурга Хендрика Яна Схиммела «Наполеон Бонапарт».
- «Гиджи» португальского драматурга Франсишку Гомиш Ди Аморина.
- Р. Вагнер — «Опера и драма», «Обращение к моим друзьям».